# Síndrome de Rubinstein-Taybi
Síndrome de Rubinstein-Taybi é uma doença rara, pouco conhecida pela sociedade. A anomalia pode ocorrer em meninos e meninas. Segundo a Fiocruz, alguns estudos já comprovam a origem genética da Síndrome de Rubinstein-Taybi. Um pedaço da informação hereditária (do cromossomo 16) pode ter sido apagado ou ter mudado de lugar resultando nas características da síndrome.

## Características
Algumas crianças, quando nascem já apresentam algumas das características específicas da doença, que são:
- Baixa estatura.
- Nariz pontiagudo.
- Orelhas ligeiramente deformadas.
- Palato curvado.
- Cabeça pequena.
- Sobrancelhas grossas ou curvadas.
- Polegares largos e as vezes angulados
- Dedão dos pés grandes e largos.
- Olhos inclinados para baixo com fendas antimongolóides.
- Marca de nascença vermelha na testa.
- Articulações hiperextensíveis.
- Pelve pequena e inclinada.
- Excesso de cabelos
- Maior tendência para formar quelóides
- Nos meninos normalmente os testículos não descem.
- Comportamento estereotipado: batem palmas ou balançam o corpo quando nervosas ou ansiosas.

Segundo a Fiocruz, esta doença não é possível ser diagnosticada durante a gestação, já que o diagnóstico, geralmente, só pode ser feito a partir dos 15 meses de idade. Entre 0 e 2 anos, a criança costuma engasgar muito com líquidos, têm vômitos constantes , fica resfriada freqüentemente e tem paradas repetidas e temporárias da respiração durante o sono.
O desenvolvimento de cada criança com esta síndrome será peculiar a cada uma, embora elas apresentem semelhanças nas características físicas, comportamentais e personalidade, cada uma terá o seu tempo de desenvolver seu potencial.
Segundo o site Entre Amigos, a criança portadora da síndrome tem normalmente um caráter amigável e alegre, são muito felizes e bastante socializadas. Costumam ter um sorriso como se estivesse fazendo careta, mas na realidade, é um sorriso irradiando amor, carinho e aceitação que estas crianças têm por todos ao seu redor. Tem o costume de tocar qualquer coisa e gostam de manipular instrumentos e eletrônicos. Gostam de livros, água, pessoas e são muito sensíveis a qualquer forma de música.
Como o retardo mental está presente nesta síndrome a sua extensão varia em cada paciente.A intensidade de comprometimento dependerá de cada um, uns mais afetados que os outros.
A criança com esta síndrome deve ser estimulada e para isso, um diagnóstico e tratamento precoce ajudaria muito em seu desenvolvimento. Sendo a fala a área de desenvolvimento mais lento da criança afetada por esta síndrome se indica o tratamento através da fonaudiologia para que se tivesse uma abordagem de comunicação total e começando o mais cedo possível. A fisioterapia e terapia ocupacional também são grandes aliadas no tratamento destas crianças levando-as a alcançar altos níveis do desenvolvimento motor.
É necessária educação especial para a maioria das crianças com Síndrome de Rubinstein-Taybi. As crianças com Síndrome de Rubinstein-Taybi costumam se adaptar bem a rotina não gostam de atividades em grupos com agitação e barulho.
Existe também a necessidade de auxílio e orientação profissional para os pais da criança com a síndrome Rubinstein-Taybi no que diz respeito a:
- Problemas de alimentação.
- Refluxo e vômitos.
- Cuidado de repouso.
- Treinamento respiratório.
- Terapias familiar.
- Ajuda financeira para despesas médicas.
- Modificação de comportamentos.
- Infeccções respiratórias.